# Chiesa dei Santi Teodoro e Paradiso
La chiesa dei Santi Teodoro e Paradiso (più comunemente conosciuta come "chiesa del Cristo") è un luogo di culto cattolico di Codogno.
È una chiesa sussidiaria della parrocchia di San Biagio e della Beata Vergine Immacolata.

## Storia
In tutti gli studi più recenti l'architetto codognese Marco Antonio Barattieri viene riconosciuto come l'autore del progetto della chiesa; al suo discepolo Carlo Antonio Albino (autore del progetto del Santuario della Madonna di Caravaggio (Codogno) viene solo attribuita una modifica del coro. La chiesa fra l'altro sorge sulla odierna via Garibaldi, non lontana dal palazzo Trivulzio (oggi Dansi) e dall'arco "del Cristo" (demolito nel 1867), opere dello stesso Barattieri, come opera dello stesso architetto è il portale della Zecca di Retegno, località a cui conduceva la via Garibaldi prima delle modifiche ottocentesche causate dalla costruzione della ferrovia Milano-Bologna.
La chiesa è stata consacrata il 1º settembre 1647.

## Architettura e arte

### Facciata
La sobria facciata della chiesa, probabilmente modificata o completata sul finire del Settecento, è ad un solo ordine. Il portale è sormontato da un timpano curvilineo.

### Interno

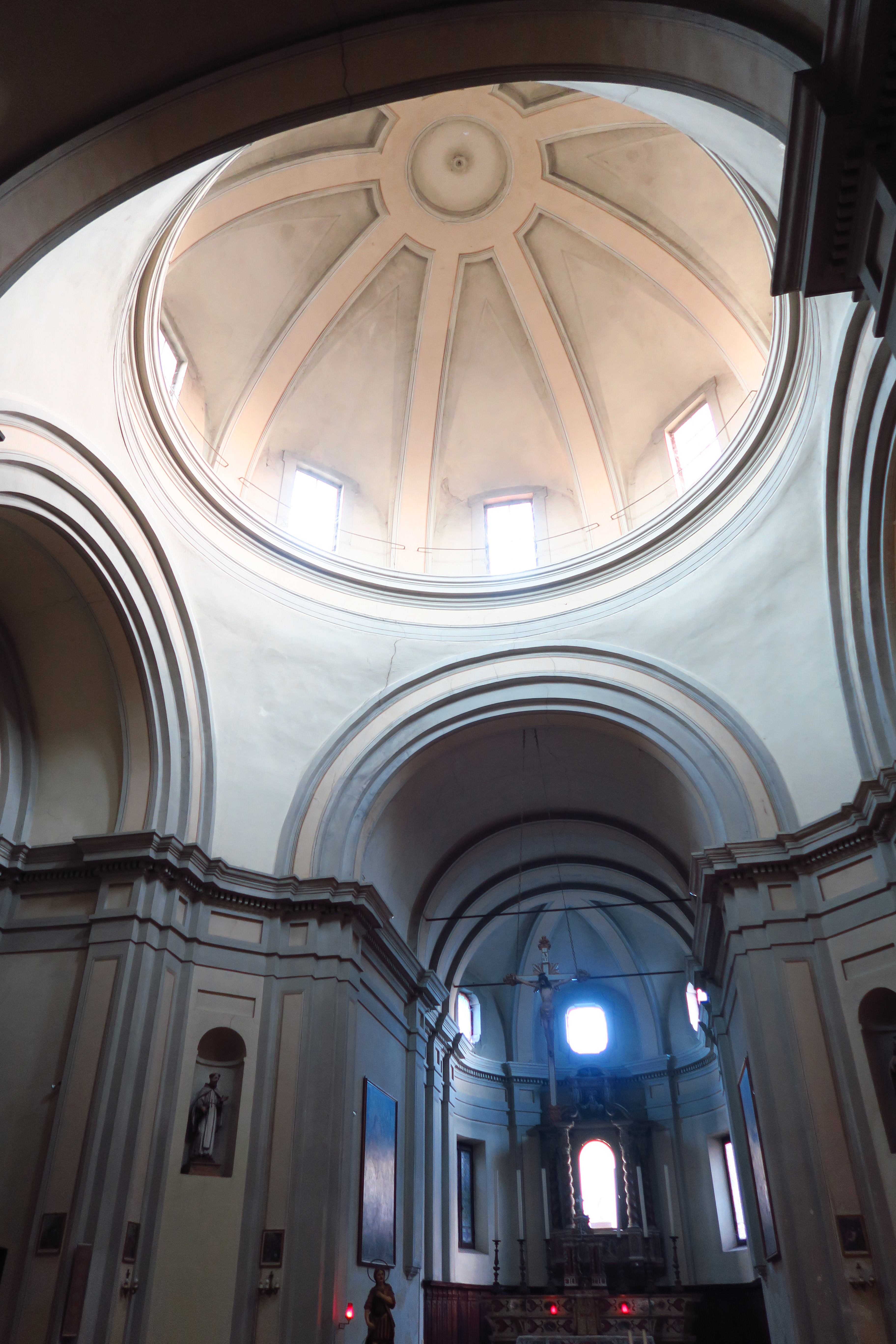
Interno

La chiesa si presenta con pianta a croce greca, con il braccio longitudinale leggermente allungato. La grandiosa e luminosissima cupola a otto spicchi copre quasi per intero lo spazio della chiesa.
Nell'interno sono conservate alcune significative opere d'arte.

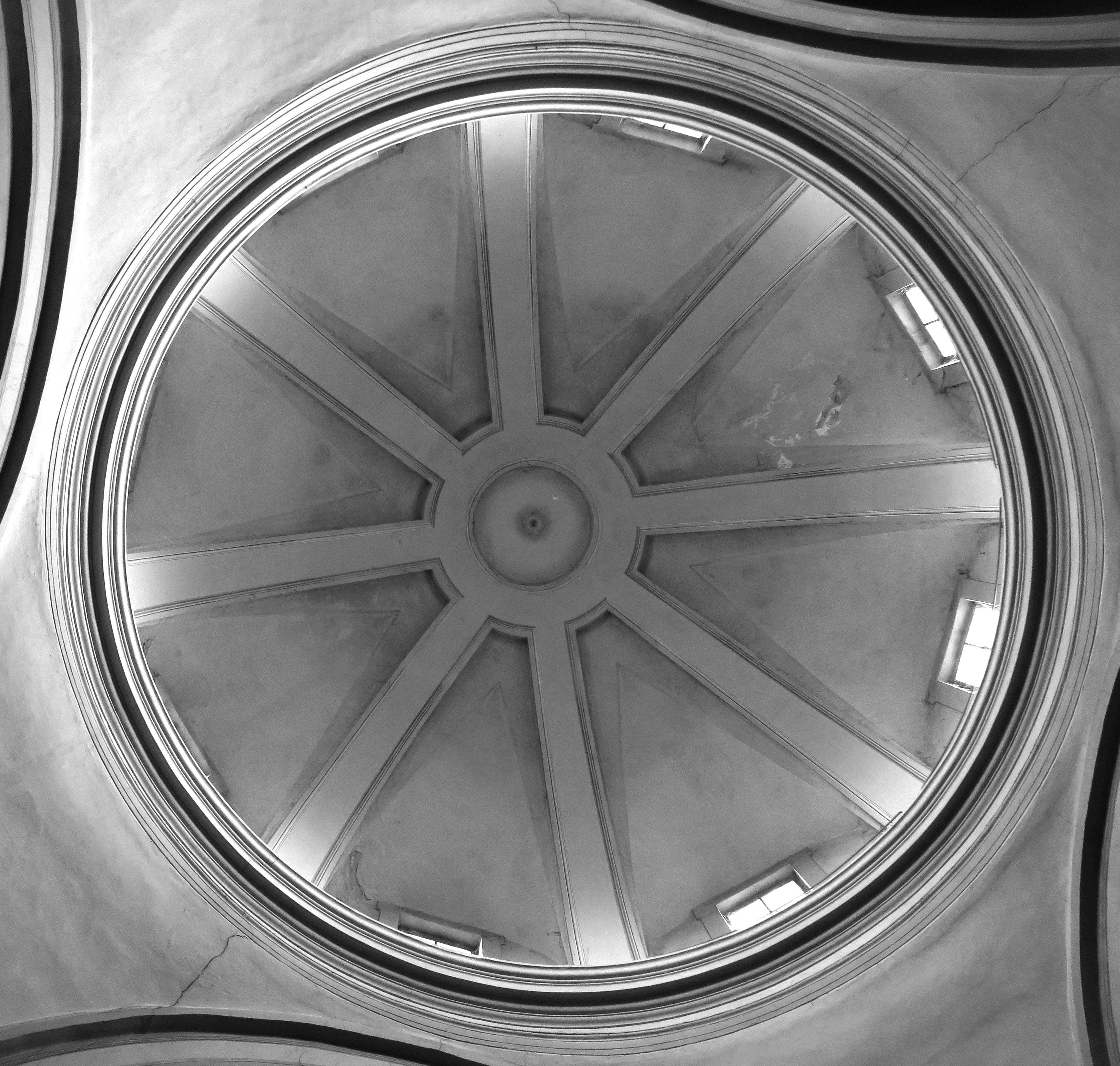
Cupola

| Collocazione                 | Opera                                                                               | Attribuzione        |
| ---------------------------- | ----------------------------------------------------------------------------------- | ------------------- |
| Presbiterio, parete sinistra | Madonna con il Bambino ed i Santi Filippo Neri e Francesco Saverio (fine XVII sec.) | Francesco Picenardi |
| Presbiterio, parete destra   | Santa Rita (XX sec.)                                                                | Enrico Groppi       |
| Braccio sinistro             | Cristo Crocifisso (XV sec.)                                                         | anonimo             |
| Braccio destro               | Santa Francesca Saverio Cabrini (XX sec.)                                           | Ilia Rubini         |
| Ingresso sinistro            | Madonna del Riscatto e le anime purganti (XVII sec.)                                | anonimo             |